# Antonio Tiberi
Antonio Tiberi (* 24. června 2001) je italský profesionální silniční cyklista jezdící za UCI WorldTeam Team Bahrain Victorious.

## Kariéra
V září 2019 se Tiberi stal juniorským mistrem světa v časovce i přesto, že musel kvůli technické závadě již v první zatáčce trasy měnit kolo.
Na konci února 2023 bylo odhaleno, že Tiberi dostal pokutu 4000 € za to, že v červnu 2022 svou vzduchovou pistolí zastřelil kočku, kterou údajně vlastnil sanmarinský ministr turismu Federico Pedini Amati. Krátce poté jeho tým Trek–Segafredo oznámil Tiberiho suspendaci na dobu 20 dní, kvůli čemuž přišel o účast na několika závodech, jmenovitě Tirreno–Adriatico a Milán – San Remo. Na konci dubna téhož roku bylo oznámeno, že tým Trek–Segafredo s Tiberim rozvázal kontrakt.

## Hlavní výsledky
2018
Národní šampionát
2. místo časovka juniorů
2. místo Trofeo Città di Loano
Mistrovství Evropy
 3. místo časovka juniorů
Course de la Paix Juniors
6. místo celkově
 vítěz soutěže mladých jezdců
Mistrovství světa
9. místo silniční závod juniorů
9. místo Trofeo Buffoni
9. místo Gran Premio dell'Arno
2019
Mistrovství světa
 vítěz časovky juniorů
vítěz Trofeo Guido Dorigo
Giro della Lunigiana
 vítěz vrchařské soutěže
Národní šampionát
3. místo časovka juniorů
Mistrovství Evropy
6. místo časovka juniorů
Course de la Paix Juniors
7. místo celkově
vítěz etap 2a (ITT) a 3
8. místo Gent–Wevelgem Juniors
9. místo Trofeo Buffoni
2020
vítěz Trofeo Città di San Vendemiano
Národní šampionát
3. místo časovka do 23 let
2021
Tour de Hongrie
3. místo celkově
2022
Tour de Hongrie
vítěz 5. etapy
Settimana Internazionale di Coppi e Bartali
5. místo celkově
8. místo GP Industria & Artigianato
2023
Národní šampionát
5. místo časovka
UAE Tour
7. místo celkově
Tour Down Under
8. místo celkově
9. místo Gran Piemonte
2024
3. místo Tour of the Alp
 Nejlepší mladý jezdec
Giro d'Italia
5. místo celkově
 Nejlepší mladý jezdec
8. místo Volta a Catalunya
Vuelta a España
lídr  v etapách 4–5

### Výsledky na Grand Tours
| Výsledky na Grand Tours        |      |      |      |      |
| Grand Tour                     | 2021 | 2022 | 2023 | 2024 |
| Giro d'Italia                  | —    | —    | —    | 5    |
| Tour de France                 | —    | —    | —    | —    |
| Vuelta a España                | —    | 92   | 18   | DNF  |
| Výsledky na etapových závodech |      |      |      |      |
| Závod                          | 2021 | 2022 | 2023 | 2024 |
| Paříž–Nice                     | —    | —    | —    | —    |
| Tirreno–Adriatico              | —    | —    | —    | 27   |
| Volta a Catalunya              | —    | —    | —    | 8    |
| Kolem Baskicka                 | —    | —    | —    | —    |
| Tour de Romandie               | 33   | 72   | —    | —    |
| Critérium du Dauphiné          | —    | 66   | —    |      |
| Tour de Suisse                 | DNF  | —    | DNF  |      |

| —   | Nezúčastnil se |
| DNF | Nedokončil     |